# جيرالدين شاكون
جيرالدين شاكون (بالإسبانية: Geraldine Chacón) هي محامية وناشطة حقوق الإنسان فنزويلية، ولدت في 23 ديسمبر 1993 في كاراكاس في فنزويلا.